# The Slanted Screen
The Slanted Screen é um documentário estadunidense de 2006, escrito, produzido e dirigido por Jeff Adachi.
O filme fala sobre o estereótipo e também sobre a falta dos atores (apenas os homens) asiáticos na mídia estadunidense. Também mostra a "Era do Silêncio" que aconteceu em Hollywood.

## Entrevistados
- Eric Byler
- Gene Cajayon
- Terence Chang
- Frank Chin
- Bobby Lee
- Jason Scott Lee
- Will Yun Lee
- Justin Lin
- Tzi Ma
- Mako
- Dustin Nguyen
- Phillip Rhee
- James Shigeta
- Cary-Hiroyuki Tagawa